# 缙云县实验中学
缙云实验中学位于中国浙江省缙云县五云镇寺后东路，是浙江省示范性初中、省万校标准化I类学校、省校本教研示范学校、省现代教育技术实验学校、省陶行知研究会实验学校、国家基础教育外语教育研究中心外语实验学校、省依法治校示范校、WHO/中国健康促进学校浙江省项目学校、省中学生素质拓展计划试点学校。
现有42个班，其中实验本部有38个班，西桥分部有4个班。现有教职工133人，学生1400多人。学校总占地面积63812平方米。
学校宗旨为：一切为了学生的发展。校训为：励志，笃学，尚美。

## 历史
明朝嘉靖年间（1522-1567），设立五云书院，为缙云县教育文化中心所在。
1906年，改为官立五云小学堂。
1929年，创办私立仙都初级中学。
中华人民共和国成立后，在此基础上创办了缙云中学，分为高中部和初中部。其中，高中部为先缙云中学前身。
1999年，高中部沿原校名迁往新址，初中部留守旧址，改名“缙云实验中学”。
2004年9月，缙云实验中学迁往新校园。